# Rada pěti starších
Rada pěti starších nebo pět Tairó (五大老 - go-tairó) byla rada vytvořená Hidejoši Tojotomim, aby vládla Japonsku namísto jeho syna Hidejoriho, dokud nedosáhne plnoletosti. Hidejoši si vybral do Rady svých pět nejmocnějších daimjóů: Hideieho Ukitu, Tošiieho Maedu, Kagekacua Uesugiho, Terumota Móriho, a světoznámého Iejasua Tokugawu. (Takakage Kobajakawa byl také jeden ze starších, ale zemřel dříve než Hidejoši).
Hidejoši doufal, že členové Rady budou na sebe navzájem dohlížet, aby nikdo nezískal převahu. To se nestalo, přestože ihned po Hidejošiho smrti v roce 1598 se starší rozdělili do dvou táborů, ve kterých byl 'Tokugawa' a 'ostatní'. Mír přetrval až do poloviny roku 1600 a byl ukončen v tomto roce bitvou u Sekigahary, která ukončila nepříliš stabilní mír, který nastal poté, co Hidejori začal žít a řídit Ósacký hrad.